# Paratrochosina amica
Paratrochosina amica là một loài nhện trong họ Lycosidae.
Loài này thuộc chi Paratrochosina. Paratrochosina amica được Cândido Firmino de Mello-Leitão miêu tả năm 1941.